# Capoeira Rijeka
Capoeira je afro-brazilska umjetnička forma koja uključuje elemente borilačkih vještina, igre i glazbe. Nastala je u Brazilu, razvili su je robovi iz Afrike (posebno s područja današnje Angole) u 16. stoljeću. Izvodi se u krugu (roda) koji čine capoeiristi. Oni pjevaju, plješću i sviraju instrumente te stvaraju energiju (axe) koju dvoje capoeirista (koji igraju) pretvaraju u atraktivne pokrete.

## Capoeira u Rijeci
Prvi trening capoeire održan je u Rijeci 21. listopada 2006. godine 
pod vodstvom instruktora Caciquea, iz grupe Jacobina Arte. 
Od samog početka grupa je prihvaćena u međunarodnu skupinu Jacobina Arte 
čiji je majstor Mestre Pitbull, Brazilac koji radi i živi u Grčkoj.
Nakon prva dva treninga, Cacique se vraća u Njemačku, a treninge nastavlja voditi 
Mirjam Uravić (Aluna Gata) s dvogodišnjim iskustvom capoeire koje savladava u Puli, 
a zatim Leo Rožić (Dragao) i Damir Kovačiček.

## Udruga Capoeira Rijeka - Capoeira Beira do Rio
Početkom veljače, točnije 8. veljače 2008. godine, osniva se udruga pod nazivom Udruga Capoeira Jacobina Arte Rijeka koju su u periodu od 2008. – 2011. godine vodili Leo Rožić, Damir Kovačiček i Mirjam Uravić.
Udruga Capoeira Jacobina Arte Rijeka, 2009. godine mijenja naziv u "Udruga Capoeira Rijeka".
Udruga Capoeira Rijeka danas aktivno sudjeluje na capoeira seminarima diljem Europe (Grčka, Njemačka, Italija, Švicarska, Mađarska, Srbija), te ostvaruje suradnju s mnogim skupinama.
Capoeira Rijeka je u ljeto 2009. i 2010. godine organizirala međunarodni capoeira kamp koji je okupio stotinjak capoeirista iz 10 svjetskih država.
Od srpnja 2013. godine Udruga Capoeira Rijeka je prestaje s radom pod grupom "Jacobina Arte", te nastavlja samostalno održavati treninge pod novim nazivom “Capoeira Beira do Rio”, te ostvaruje suradnju s nekoliko profesora i mestrea diljem Europe.
Predsjednik Udruge Capoeira Rijeka je Alen Licul, dopredsjednik Niko Pomasan, te tajnica Lara Pleše.
Treninzi se održavaju 3 puta tjedno u Osnovnoj Školi Pećine (Šetalište 13. divizije 25).

## Akademija capoeire u Rijeci (Academia de Capoeira Rijeka)
U studenom 2011. godine otvoren je prostor namijenjen učenju capoeire i promicanju Brazilske kulture, poznatiji kao Akademija capoeire u Rijeci (Academia de Capoeira - Jacobina Arte Rijeka).
U Akademiji se svakodnevno održavaju treninzi capoeire, borilačkih vještina, samoobrane i rekreacije, učenje brazilske kulture, portugalskog jezika, plesa, sviranja i pjevanja te druženja. 
Rad akademije capoeire karakterizira rad u više manjih grupa, određen prema dobu i razini znanja.
Akademija se nalazi u ulici Balaža Polića 2/4, a voditelj je Damir Kovačiček (Contra-mestre Abadá).

## CapoeiraFest - Festival brazilske kulture
Academia de Capoeira Rijeka je organizator prvog Festivala brazilske kulture u Rijeci pod nazivom CapoeiraFest koji se održao od 12-14. travnja 2013. godine. 
CapoeiraFest je međunarodni festival koji je okupio 70-ak sudionika (iz Brazila, Hrvatske, Italije, Slovenije, Mađarske i Njemačke).
CapoeiraFest obuhvaća: 

– seminare brazilske borilačke vještine capoeire (za djecu i odrasle, napredne i početnike), 

– seminare sambe i ostalih plesova poteklih iz brazilske ili afroameričke kulture, 

– seminare perkusija (udaračkih instrumenata), 

– prezentaciju brazilske kulture kroz nastupe capoeira izvođača, samba baterie i plesnih skupina, 
 
– „Batizado“ i „Troca de corda“ - ceremoniju dobivanja višeg ranga u capoeiri, 

– „Roda de rua“ - uličnu prezentaciju capoeire u centru grada, 
 
– „Capoeira Fest Party“ - predstavljanje brazilske kulture kroz prezentacije capoeire, te nastupom plesnih skupina i samba baterie, 

– ponudu brazilskih specijaliteta.
Povodom CapoeiraFest-a premijerno je prikazan video isječak naziva "Jacobina Arte - What is Capoeira" koji potpisuje Academia de Capoeira Rijeka u suradnji s Karlom Horvatom.

## Nastupi, seminari
Udruga Capoeira Rijeka aktivno nastupa, sudjeluje i organizira radionice:
- 26. studeni 2006. – Prvi javni nastup u Dvorani mladosti na Trsatu – "Plesom protiv droge"
- 10. kolovoz 2007. – Prvi batizado grupe(Pula), pod vodstvom mestre Pitbulla
- 25. rujan 2007. – Organiziran seminar s Mestre Pitbullom (Grčka)
- 09. studeni 2007.  – Sudjelovanje na seminaru u Grčkoj (Thessaloniki), pod vodstvom mestre Pitbulla
- 31. siječnja 2008. – Sudjelovanje na seminaru i Batizadu u Njemačkoj, pod vodstvom prof. Caciquea
- 15. ožujak 2008. – Nastup u sklopu humanitarne akcije Udruge Nada u centru Rijeke, na Korzu
- 24. svibanj 2008. – Prezentacije capoeire u centru Rijeke, na Korzu
- 27. lipanj 2008. – Nastup u sklopu festivala "Priredba"
- 21. srpanj 2008. – Sudjelovanje na Batizadu u Puli
- 05. travanj 2009. – Nastup na „Rijeka Dance Spektakl“
- 13. travanj 2009. – Reportaža na Novoj Tv ("In Magazin")
- 8 - 10. svibanj 2009. - Sudjelovanje na seminaru i polaganju u Grčkoj (Thessaloniki)
- 25. srpanj - 1. kolovoz 2009. - Udruga Capoeira Rijeka organizira Batizado i capoeira radionice u trajanju od 7 dana na otoku Pagu (Novalja), koji je okupio stotinjak capoeirista iz Hrvatske, Brazila, Grčke, Njemačke, Italije, Slovenije, Mađarske, Švicarske, Srbije i Slovačke.
- 26. srpanj - 1. kolovoz 2010. - Udruga Capoeira Rijeka organizira Festival de capoeira uz radionice u trajanju od 7 dana na otoku Pagu (Novalja), koji je okupio osamdesetak capoeirista iz Hrvatske, Brazila, Grčke, Njemačke, Slovenije, Švicarske, Srbije i Francuske.
- 20. – 23. listopad 2011. – Prvi Batizado & Troca de corda u Rijeci. Mestre Pitbull (Jacobina Arte), Professor Sardao (Filhos de Bimba), Professor Igor (Capoeira Camarada – Angola), Instrutor Vaqueiro (Capoeira Lingando Mundos)
- 02. veljača 2012. – Prezentacija capoeire u Glazbenoj školi u Delnicama
- 25. veljača 2012. – Otvorena nova dječja grupa u Vratima (Vatrogasni dom)
- 07. ožujak 2012. – Prezentacija u dvorani “Nafta” – Red Bull Paper Wings 2012.
- 15. – 18. ožujak 2012. – Batizado naše grupe u Frankfurtu, Graduados: Mancha, Cigano, Alegria. Mestre Pitbull.

## Vanjske poveznice
|  | Zajednički poslužitelj ima još gradiva o temi Capoeira |

Academia de capoeira - Rijeka, Jacobina Arte

Academia de capoeira - Rijeka, Jacobina Arte na facebooku
Udruga Capoeira Rijeka - Službene stranice

Udruga Capoeira Rijeka - Facebook